# Canon EOS 500D
Canon EOS 500D è una fotocamera reflex digitale (DSLR) presentata dalla Canon nel marzo 2009 e disponibile dal maggio successivo.
Per la sua fascia di prezzo il modello 500D può essere considerato il successore del 450D; è noto come EOS Kiss X3 nel mercato giapponese e EOS Rebel T1i negli USA. 
È il terzo modello Canon ad essere caratterizzato dalla presenza della modalità filmato, il secondo in 1080p. La fotocamera condivide parecchie caratteristiche con il modello di fascia alta Canon EOS 5D Mark II, compresa la modalità filmato, quella live-view, e il processore Digic-4. Come i suoi predecessori utilizza schede SDHC ed è il terzo modello ad utilizzare esclusivamente questo medium al posto di CompactFlash. Come per la EOS 5D Mark II, i filmati sono registrati in formato MOV Quicktime con compressione video mpeg4 H.264 e audio PCM non compresso.

## Caratteristiche
- Sensore CMOS formato APS-C da 15,3 megapixel
- Processore d'immagine DIGIC 4
- Display LCD TFT a colori da 3.0 pollici con risoluzione di 920 000 punti
- Scatto in Live View con Riconoscimento del volto (face detect)
- 9 punti di autofocus con sensori centrali a croce
- Modalità filmato: full HD a 1920x1080p a 20 fps (1280x720p a 30 fps)
- Microfono monoaurale per audio durante la registrazione di filmati e mini-speaker per riprodurre il filmato in-camera
- Live preview con contrast-detect autofocus
- Sistema di pulizia del sensore integrato Canon EOS
- Scatto continuo fino a 3.8 fotogrammi per secondo (170 JPEG o 9 RAW)
- Monta obiettivi Canon EF o EF-S.
- Output Video HDMI tipo C per visione ad alta risoluzione su monitor o TV
- NTSC/PAL video output
- Scatto nei formati: JPEG, RAW (14-bit Canon original)
- Auto Lighting Optimizer (nelle modalità basic e creativa)
- Riduzione del rumore per lunghe esposizioni
- Riduzione del rumore ad alti ISO
- Corpo in acciaio inossidabile